# 離散型均勻分佈
在統計學及概率理論中，離散型均匀分佈是離散型概率分佈，其中有限個數值擁有相同的概率。離散型均匀分佈的另一種說法為「有限個結果，各結果的概率均相同」。
像均勻的骰子就是離散型均匀分佈的例子，可能的值為1, 2, 3, 4, 5, 6，而每一個數字的機率都是1/6。但若同時丟二個均勻骰子，將其值相加，就不是離散型均匀分佈了，因為各個和的機率不同。
離散型均匀分佈常用來描述結果為數字的分佈，不過離散型均匀分佈也可以描述結果是有限集合的分佈。例如隨機置換就是由已知長度的置換中均勻隨機產生的組合，而均勻生成樹是由給定的樹中均勻隨機產生的生成树。
離散型均匀分佈在本質上是非参数（non-parametric）的。不過要表示其值很容易，就用[a,b]之間的所有整數即可，因此a和b就是離散型均匀分佈的主要參數（也常常改為考慮區間[1,n]，只保留一個參數n）。若用這種表示法，針對任意k ∈ [a,b]的累积分布函数（CDF）為
{\displaystyle F(k;a,b)={\frac {\lfloor k\rfloor -a+1}{b-a+1}}}

## 最大值估計
我們將會討論德國坦克問題的例子，將最大值估計應用於二戰期間德國坦克產量的估計。
設k 個觀測值的樣本是從一下整數的均勻分佈中獲得的：{\displaystyle 1,2,\dotsc ,N}
而問題就是估計未知的最大 N。
最大值的均勻最小變異數無偏 (UMVU) 估計量為下列式子：{\displaystyle {\hat {N}}={\frac {k+1}{k}}m-1=m+{\frac {m}{k}}-1}其中 m 是樣本最大值，k 是樣本大小，而且無放回抽樣。 這可被看作為最大間距估計的一個非常簡單的例子。
這個式子也有一個變樣版本：
{\displaystyle {\frac {1}{k}}{\frac {(N-k)(N+1)}{(k+2)}}\approx {\frac {N^{2}}{k^{2}}}{\text{ for small samples }}k\ll N}
該式中的標準差被大約表示為{\displaystyle {\tfrac {N}{k}}}，也就是樣本之間差距的平均大小，與{\displaystyle {\tfrac {m}{k}}}作比較。
樣本最大值是總體最大值的最大似然估計，然而，該方法存在偏差。
若樣本沒有編號但可被識別或標記，則可透過捕獲再捕獲方法以估計族群規模。

## 隨機排列
有關均勻分佈隨機排列的固定點數量的機率分佈的說明，請參閱主條目。